# Mocsárjáró

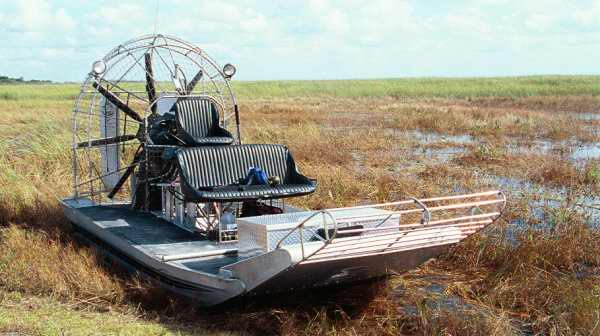

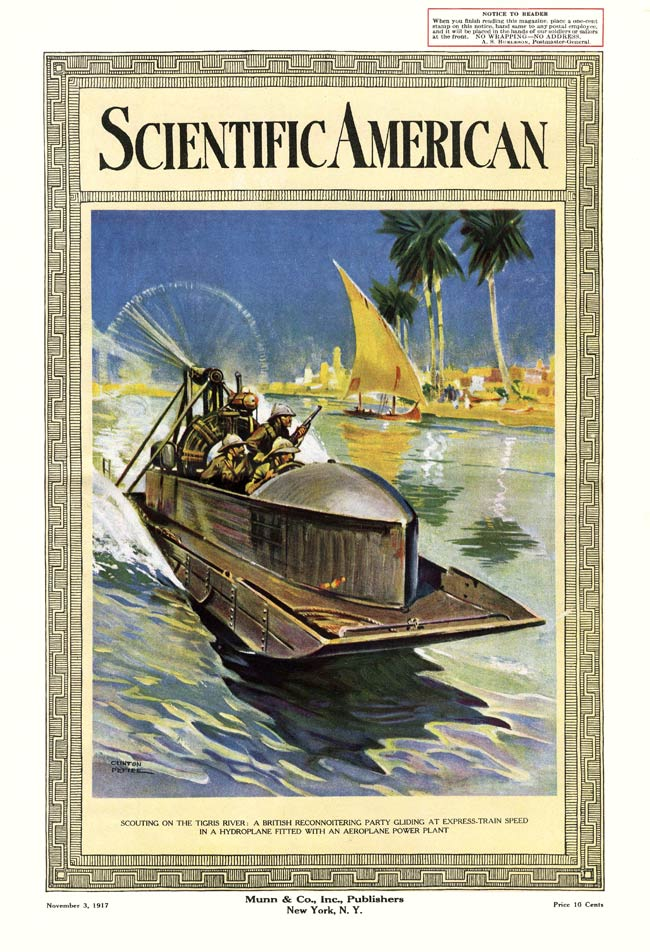

A mocsárjáró (airboat) lápos, mocsaras, vizes területeken kedvelt közlekedési jármű. Lapos, szögletes csónakteste nem akad el a sekély vízben sem, akár a kisebb száraz felületeken is át tud siklani, azonban szárazföldi közlekedésre nem használható. Többnyire nagy teljesítményű dízel- vagy benzinmotorral van szerelve, mely egy légcsavart hajt, ez tolja előre a járművet. Kormányozni a légcsavar mögött elhelyezett terelőlapokkal lehet. Hasznos közlekedési eszköz mocsarakban, vízfelületeken, illetve olyan ártereken, amiket időszakosan borít el a víz.
2-30 személy szállítására alkalmas, átlagos sebességük 35–80 km/h. A kisebb járműveken előfordulhat, hogy zárt kabin is található.
RC modellezők között is népszerű, egyszerű felépítése és könnyű irányíthatósága miatt.